# 劉文敏
劉文敏（?—?），字宜充，號兩峰，江西安福人。
與同鄉劉邦采一同拜王陽明為師，主張“默然靜坐”，少嗜欲，則智慧益增。弟子有王時槐、陳嘉謨等。王守仁與劉文敏、王時槐成為姚江學派的中心。